# Oxyurichthys formosanus
Oxyurichthys formosanus är en fiskart som beskrevs av Nichols, 1958. Oxyurichthys formosanus ingår i släktet Oxyurichthys och familjen smörbultsfiskar. Inga underarter finns listade i Catalogue of Life.